# کول دو لا تورمانت
کول دو لا تورمانت (به فرانسوی: Col de la Tourmente) یک منطقهٔ مسکونی در فرانسه است که در سن بارتلمی در کارائیب واقع شده‌است.